# Reformanda
Reformanda is een voormalige vereniging binnen de Gereformeerde Kerken vrijgemaakt, en tevens de naam van een tijdschrift dat deze vereniging uitgaf. Het tijdschrift bestond van 1991 tot 2006. Daarna ging het over in De Bazuin, het nieuwe officiële kerkblad van de Nieuwe Vrijgemaakte Kerken. De vereniging had ongeveer 320 leden.

## Geschiedenis
De Vereniging Reformanda is opgericht op 13 april 1991 te Zwolle, voor leden van de Gereformeerde Kerken vrijgemaakt (GKV), en had als doelstelling "de ontwikkeling en verdediging van het gereformeerde leven" binnen het eigen kerkgenootschap. De naam is ontleend aan de Latijnse spreuk: Ecclesia Reformata Semper Reformanda (de kerk die ge-reformeerd is, moet steeds weer ge-reformeerd worden), en verwijst vermoedelijk naar het feit dat het eigen kerkgenootschap destijds afgescheiden was van een andere gereformeerde kerk (namelijk de Gereformeerde Kerk) doordat men vond dat er misstanden in dat kerkgenootschap waren, maar dat men ervoor diende te waken dat misstanden niet ook in het nieuwe kerkgenootschap zich zouden ontwikkelen.
De vereniging is vermoedelijk ontstaan als reactie op een ontwikkeling binnen het eigen kerkgenootschap, die door een deel van de gemeenteleden met lede ogen werd aanschouwd. Had de GKV enige decennia lang een strikte zuil voor het eigen kerkgenootschap opgetrokken, met een eigen vrijgemaakte politieke partij, eigen vrijgemaakte scholen en wat dies meer zij, vanaf begin jaren 90 begon deze zuil van binnenuit langzaam af te brokkelen. Er werden langzamerhand initiatieven ontwikkeld tot samenwerking met christenen uit andere kerken, modernere kerkliederen deden hun intrede en ook op andere gebieden werden er langzaam veranderingen doorgevoerd. Het meest behoudende deel van het kerkgenootschap vond elkaar in de nieuwe vereniging, Reformanda, die tot doel had om deze vermeende dwalingen die het kerkgenootschap als geheel beging, een halt toe te roepen.
Reformanda kende in haar tijd als vereniging verschillende medewerkers. Toen het echter langzamerhand duidelijk was dat een kerkscheuring niet lang meer op zich zou laten wachten, zegden bijna alle medewerkers langzamerhand hun medewerking op. Slechts één emeritus-predikant was uiteindelijk nog aan Reformanda verbonden, te weten dr. P. van Gurp. Rond het tijdstip van de uiteindelijke kerkscheuring in de GKV in 2003, waarbij het behoudende deel van het kerkgenootschap zich afscheidde en de Nieuwe Vrijgemaakte Kerken vormden, om zich in 2006 De Gereformeerde Kerken in Nederland (hersteld) te noemen, werd de vereniging opgeheven. Het blad bleef tot 2006 bestaan als het officiële blad van het nieuwe kerkgenootschap en werd toen omgevormd tot De Bazuin, met een nieuwe redactie en opzet.